# Minerva (Ohio)
Minerva é uma vila localizada no estado norte-americano de Ohio, no Condado de Carroll e Condado de Columbiana e Condado de Stark.

## Demografia
Segundo o censo norte-americano de 2000, a sua população era de 3934 habitantes.
Em 2006, foi estimada uma população de 3963, um aumento de 29 (0.7%).

## Geografia
De acordo com o United States Census Bureau tem uma área de
5,5 km², dos quais 5,5 km² cobertos por terra e 0,0 km² cobertos por água. Minerva localiza-se a aproximadamente 374 m acima do nível do mar.

## Localidades na vizinhança
O diagrama seguinte representa as localidades num raio de 20 km ao redor de Minerva.